# Дубовый фонтан
Дубовый фонтан — памятник архитектуры. Расположен в Верхнем саду Петергофа, на средней оси между Квадратными прудами.
Для создания фонтана К. Оснер в конце 1733 года заказал плиты из путиловского известняка «для круглого бассейна», а в феврале 1734 года фонтанный мастер П. Суалем отправил в Дворцовую контору план бассейна с глубиной в 75 сантиметров и диаметром 30 метров. Архитектурный проект выполнили И. Бланк и И. Давыдов, украшения разработал Б. К. Растрелли. В фонтан было установлено «дерево большое званием Дуб» (отсюда пошло название фонтана) и сделанные из свинца фигуры тритонов и шести дельфинов. Железные листья дуба разных размеров были покрыты золотой краской, сучья были медными позолоченными, ветвистый шестиметровый полый ствол дерева из жестяных трубок снаружи был отделан свинцом, который имитировал кору.
К 1746 году фонтан обветшал, в связи с чем дельфинов оставили на месте, а вместо дуба поставили деревянного тритона, из раковины которого била струя воды. Дуб использовали при создании шутихи «Дубок». В 1788 году вода била из «рога изобилия», а дельфинов раскрасили. К 1800 году деревянный двухметровый рог был обновлён резных дел мастером И. Патрикеевым, в середине века рог заменили на свинцовый, но к 1857 году его совсем убрали, оставив только дельфинов. В 1865 году каменный кордон и плитная выстилка дна были выложены заново, пьедестал бассейна был исправлен, окрашен и заново украшен туфом-постаментом, гидротехническое устройство сделали на шесть струй (из пастей дельфинов) сохранившихся дельфинов поставили на место; работами руководил М. И. Пилсудский.
Во время правления Елизаветы Петровны в бассейне фонтана ежегодно 1 (14) августа совершался ритуал освящения воды и окропления ею полковых знамён всех военных частей, расположенных в Петергофе; в 2020-х годах традиция была возрождена.
К 1929 году в фонтане стояла медная ваза; её переместили в фонтан «Межеумный», вместо неё в центр бассейна поместили мраморную скульптуру «Амур, надевающий маску» Д. Росси, сделанную в 1809 году.
Во время Великой Отечественной войны бассейн и оборудование фонтана были разрушены практически целиком, восстановление прошло в 1968—1971 годах. Дно было выложено полированными гранитными плитами, каменный кордон сделан заново, сильно поврежденная скульптура Амура после реставрации была установлена в 1956 году на своё место. Свинцовые дельфины фонтана аналогичны дельфинам фонтана восточного Квадратного пруда; после войны было найдено суммарно девять дельфинов, незначительно различавшихся между собой, по этим образцам их восстановили в бронзе на заводе «Монументскульптура» в 1957 году. В 1980 году дельфины были в первый раз позолочены.
В 2022—2024 годах фонтан реставрируется.